# Otto Almqvist
Otto Fredrik Laurentius Almqvist, född 1 februari 1886 i Grytnäs församling i Kopparbergs län, död där 10 april 1949, var en svensk höjdhoppare. Han tävlade för klubben IFK Västerås.

## Karriär
Den 2 juli 1905 förbättrade Almqvist i Kopparberg Carl Holmbergs inofficiella svenska rekord från 1903 (1,755) till 1,76. Rekordet godkändes 1907 av Svenska Idrottsförbundet som det första officiella svenska rekordet i höjdhopp. Det skulle komma att slås senare 1907 av Axel Hedenlund.

## Främsta meriter
Almqvist var inofficiell svensk rekordhållare i höjdhopp 1905 till 1907 samt första officiella svenska rekordhållare i samma gren under 1907.